# OC 2022
OC 2022, S.L. es una sociedad limitada creada el 18 de febrero de 2021. La empresa es una sociedad de cartera propietaria de Emissions Digitals de Catalunya desde el 2021.

## Gobernanza corporativa
En el momento de la constitución de la empresa, el administrador único era Nicola Pedrazzoli.
Posteriormente, el 9 de junio de 2021, el consejo de administración estaba formado por:
- Nicola Pedrazzoli, consejero y consejero delegado solidario.
- Borja García-Nieto Portabella, consejero y secretario.